# Глоппен
Глоппен (норв. Gloppen) — коммуна в губернии Согн-ог-Фьюране в Норвегии. Административный центр коммуны — город Саннане. Официальный язык коммуны — нюнорск. Население коммуны на 2007 год составляло 5687 чел. Площадь коммуны Глоппен — 1027,73 км², код-идентификатор — 1445. 

## География
Крупнейшим озером коммуны является Бреймсватн.

## История населения коммуны
Население коммуны за последние 60 лет.